# Cupido arruana
Cupido arruana är en fjärilsart som beskrevs av Felder 1865. Cupido arruana ingår i släktet Cupido och familjen juvelvingar. Inga underarter finns listade i Catalogue of Life.

## Bildgalleri

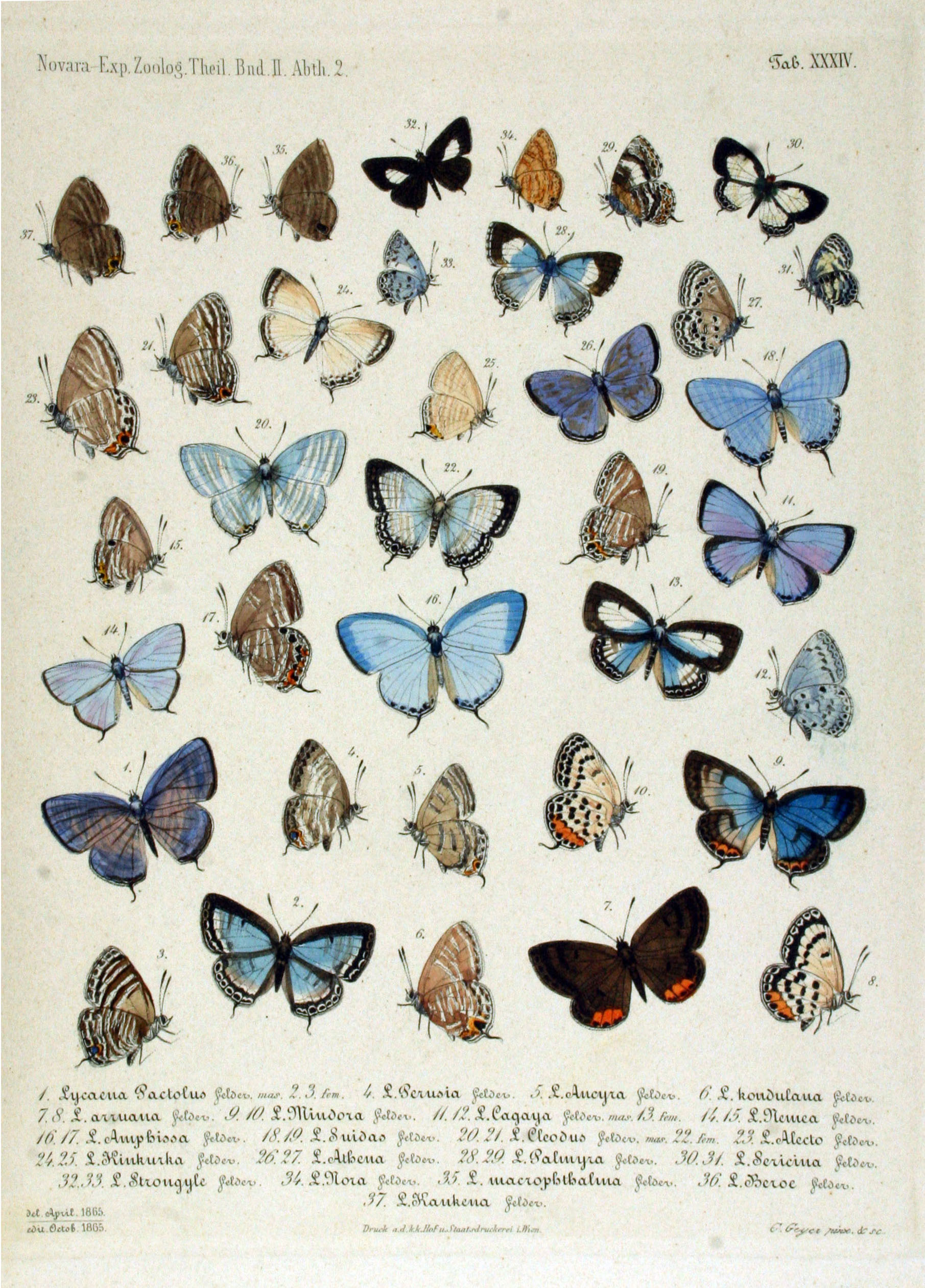